# Острови Ґото
Острови́ Ґото́ (яп. 五島列島, ごとうれっとう, ґото ретто, «архіпелаг п'яти островів») — група островів в Японії, в західній частині Японського архіпелагу. Розташовані на заході префектури Нагасакі, в Східнокитайському морі. Група складається з двох сотень островів різної величини. З них найбільші п'ять — Фукуе, Хісака, Нара, Вакамацу та Накадорі. Для островів характерне ріасове узбережжя. З 20 століття є центром туризму та рибальства. В середньовіччі були базою японських піратів, що здійснювали напади на сусідні узбережжя Японії, Кореї та Китаю. В ранній новий час населення островів прийняло християнство від єзуїтських місіонерів. Християнська віра залишається панівною релігією островів.

## Галерея

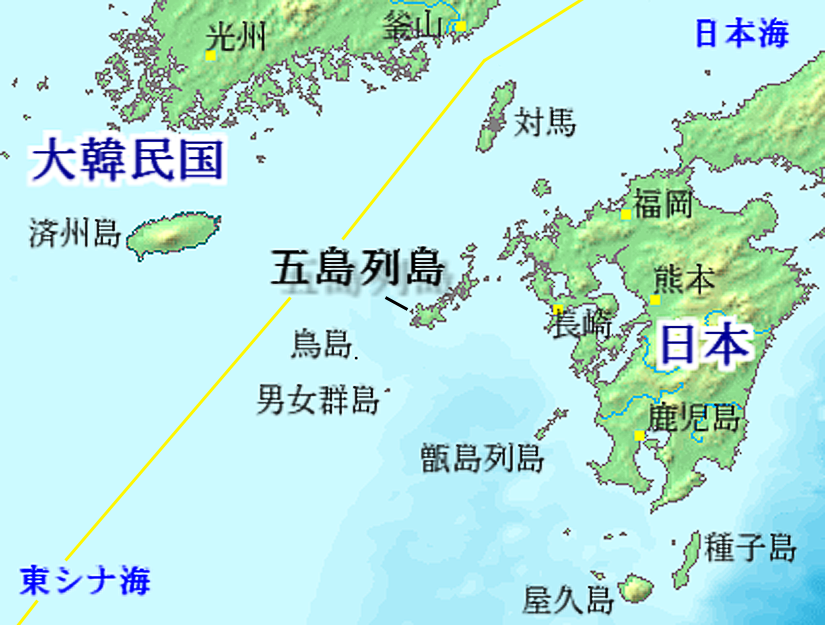
Острови Ґото
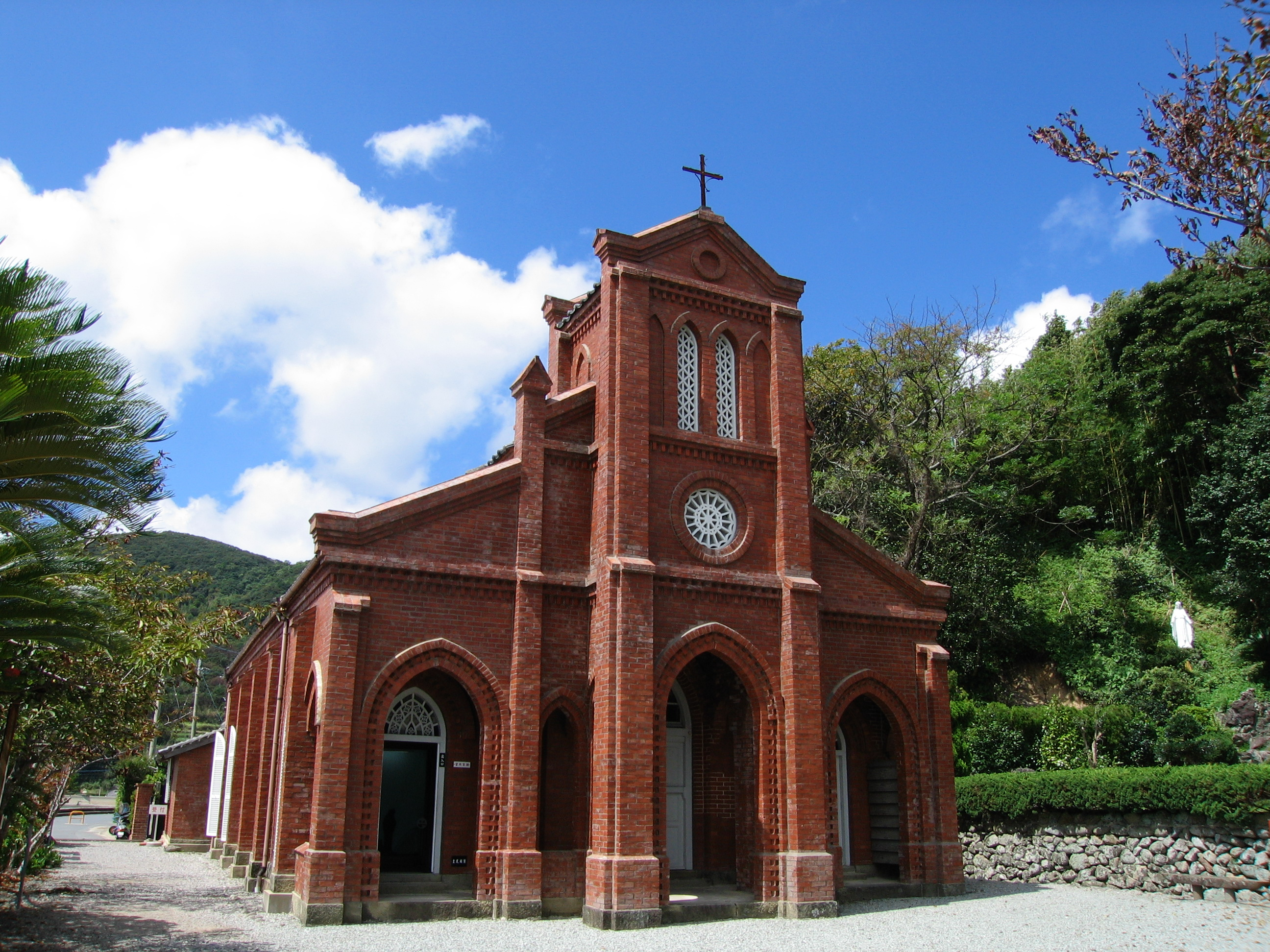
Церква Додзакі